# Tiro com arco nos Jogos Pan-Americanos de 2015 - Equipes masculinas
A competição por equipes masculinas foi um dos eventos do tiro com arco nos Jogos Pan-Americanos de 2015, em Toronto. Foi disputada no Varsity Stadium entre os dias 14 e 17 de julho.

## Calendário
Horário local (UTC-4).
| Data        | Horário | Fase                |
| ----------- | ------- | ------------------- |
| 14 de julho | 10:00   | Qualificação        |
| 17 de julho | 11:00   | Quartas de final    |
| 17 de julho | 11:30   | Semifinal           |
| 17 de julho | 12:40   | Disputa pelo bronze |
| 17 de julho | 13:30   | Final               |

## Medalhistas
|  | MEX México                                              |  | USA Estados Unidos                           |  | BRA Brasil                                                |
|  | Juan René Serrano Ernesto Horacio Boardman Luis Álvarez |  | Zach Garrett Brady Ellison Collin Klimitchek |  | Marcus Vinicius D'Almeida Bernardo Oliveira Daniel Xavier |

## Resultados

### Qualificação
| Pos. | Nacionalidade      | Arqueiros                                                           | Pontos Ind. | Pontos Equipe | Notas |
| ---- | ------------------ | ------------------------------------------------------------------- | ----------- | ------------- | ----- |
| 1    | USA Estados Unidos | Zach Garrett Brady Ellison Collin Klimitchek                        | 673 664 669 | 2006          |       |
| 2    | MEX México         | Juan René Serrano Ernesto Horacio Boardman Luis Álvarez             | 656 659 663 | 1978          |       |
| 3    | CUB Cuba           | Hugo Franco Juan Carlos Stevens Adrián Puentes                      | 658 652 651 | 1961          |       |
| 4    | CAN Canadá         | Crispin Duenas Jason Lyon Patrick Rivest-Bunster                    | 655 647 637 | 1939          |       |
| 5    | BRA Brasil         | Marcus Vinicius D'Almeida Bernardo Oliveira Daniel Xavier           | 664 631 633 | 1928          |       |
| 6    | COL Colômbia       | Daniel Pineda Daniel Betancur Daniel Pacheco                        | 653 632 626 | 1911          |       |
| 7    | CHI Chile          | Guillermo Aguilar Gimpel Andres Aguilar Gimpel Felipe Perez Alvarez | 650 643 595 | 1888          |       |

### Fase final
|  | Quartas-de-final | Quartas-de-final   | Quartas-de-final   | Quartas-de-final | Quartas-de-final |   |            | Semifinal | Semifinal           | Semifinal           | Semifinal           | Semifinal           |                     |   | Final | Final              | Final | Final | Final |  |  |
|  |                  |                    |                    |                  |                  |   |            |           |                     |                     |                     |                     |                     |   |       |                    |       |       |       |  |  |
|  | 1                | USA Estados Unidos |                    |                  |                  |   |            |           |                     |                     |                     |                     |                     |   |       |                    |       |       |       |  |  |
|  |                  | BYE                |                    |                  |                  |   |            |           |                     |                     |                     |                     |                     |   |       |                    |       |       |       |  |  |
|  |                  | 1                  | USA Estados Unidos | 2                | 2                | 2 |            |           |                     |                     |                     |                     |                     |   |       |                    |       |       |       |  |  |
|  |                  |                    |                    |                  |                  | 2 |            |           |                     |                     |                     |                     |                     |   |       |                    |       |       |       |  |  |
|  |                  | 5                  | BRA Brasil         | 0                | 0                | 0 |            |           |                     |                     |                     |                     |                     |   |       |                    |       |       |       |  |  |
|  | 5                | 5                  | BRA Brasil         | 0                | 0                | 0 | BRA Brasil | 2         | 2                   | 2                   |                     |                     |                     |   |       |                    |       |       |       |  |  |
|  | 5                |                    |                    |                  |                  |   | BRA Brasil | 2         | 2                   | 2                   |                     |                     |                     |   |       |                    |       |       |       |  |  |
|  | 4                | CAN Canadá         | 0                  | 0                | 0                |   |            |           |                     |                     |                     |                     |                     |   |       |                    |       |       |       |  |  |
|  |                  |                    |                    |                  |                  |   |            |           |                     |                     |                     |                     |                     |   | 1     | USA Estados Unidos | 2     | 0     | 0     |  |  |
|  |                  |                    | 2                  | MEX México       | 0                | 2 | 2          |           |                     |                     |                     |                     |                     |   |       |                    |       |       |       |  |  |
|  | 3                | CUB Cuba           | 0                  | 0                | 2                |   |            |           |                     |                     |                     |                     |                     |   |       |                    |       |       |       |  |  |
|  | 6                | COL Colômbia       | 2                  | 2                | 0                |   |            |           |                     |                     |                     |                     |                     |   |       |                    |       |       |       |  |  |
|  | 6                | COL Colômbia       | 2                  | 2                | 0                |   | 3          | CUB Cuba  | 1                   | 0                   | 1                   |                     |                     |   |       |                    |       |       |       |  |  |
|  |                  |                    |                    |                  |                  |   | 3          | CUB Cuba  | 1                   | 0                   | 1                   |                     |                     |   |       |                    |       |       |       |  |  |
|  |                  | 2                  | MEX México         | 1                | 2                | 1 |            |           | Disputa pelo bronze | Disputa pelo bronze | Disputa pelo bronze | Disputa pelo bronze | Disputa pelo bronze |   |       |                    |       |       |       |  |  |
|  | 7                | 2                  | MEX México         | 1                | 2                | 1 | CHI Chile  | 0         | Disputa pelo bronze | Disputa pelo bronze | Disputa pelo bronze | Disputa pelo bronze | Disputa pelo bronze | 0 | 0     |                    |       |       |       |  |  |
|  | 7                |                    |                    |                  |                  |   | CHI Chile  | 0         |                     |                     |                     |                     |                     | 0 | 0     |                    |       |       |       |  |  |
|  | 2                | MEX México         | 2                  | 2                | 2                |   |            |           |                     |                     |                     |                     |                     |   | 5     | BRA Brasil         | 2     | 0     | 2     |  |  |
|  |                  |                    |                    |                  |                  |   |            |           |                     |                     |                     |                     |                     |   | 3     | CUB Cuba           | 0     | 2     | 0     |  |  |